# Kwaku Danso-Boafo
Kwaku Danso-Boafo es un diplomático ghanés retirado.

## Biografía
En 1982 comenzó su carrera de enseñanza académica en el Departamento de Ciencias Políticas y después, la Escuela de Administración, (ahora Universidad de Ghana Business School), Universidad de Ghana, Legon.
De 1982 a 1985 se desempeñó como miembro del Akuafo Hall, secretario general de la Asociación de profesores universitarios de Ghana (UTAG), Legon, y como miembro del ejecutivo nacional UTAG, y un miembro del Comité de Acceso a la Universidad.
También tomó en asignaciones adicionales como profesor visitante en la universidad de personal de las Fuerzas Armadas Ghana en Teshie y el Colegio Desarrollo Rural en Medina.
De 1986 a 1997 enseñó en la Universidad de Atlanta, Georgia.
De 2001 a 2005 enseñó la Clark Atlanta University de Atlanta.
De 1991 a 1997 y de 2002 a 2005 fue Jefe del Programa de Postgrado en Relaciones internacionales y Desarrollo.
De 1989 a 1990 se desempeñó como Jefe del Departamento de Administración Pública.
En 1994 alcanzó el rango de Profesor Asociado.
De 1992 a 1994 fue presidente de la Asociación de los ghaneses en Atlanta.
De 1997 a 2000 fue Embajador en La Habana (Cuba) con acreditación simultánea a Jamaica, Trinidad, Nicaragua y Panamá.
En 2000, fue nombrado ministro de Salud de Ghana.
En el mismo año, fue nombrado para el Congreso Nacional Democrático Constitucional y el Comité de Redacción Manifiesto.
A medida que el ministro de Salud, participó en varios foros internacionales y cumbres sobre la salud, como la Asamblea Mundial de la Salud 2000 en Ginebra, Suiza, donde fue elegido para presidir la discusión de la OMS sobre los sistemas de salud.
En abril de 2000, el Simposio Mundial sobre el Desarrollo de Salud y Bienestar Sistemas en el siglo 21 en Kobe, Japón, en noviembre de 2000, en la que presentó un documento sobre "Un estudio de caso de Salud y Bienestar Reforma en Ghana "la cumbre internacional sobre el VIH / sida en Abuya, Nigeria, en abril de 2001, y la Conferencia de las Naciones Unidas sobre Comercio y Desarrollo Cumbre (UNCTAD) sobre los Países menos adelantados en Bruselas, Bélgica, en mayo de 2001.
Después de la derrota del Congreso Nacional Democrática en las elecciones generales de 2000, el profesor Danso-Boafo fue nombrado Asesor Especial Persona Eminente antigua de las Naciones Unidas y expresidente de Ghana, Jerry Rawlings y llevó a cabo varias misiones internacionales con él.
Lleva a cabo asociaciones profesionales en la Asociación Americana de Salud Pública, la Sociedad Americana para la Administración Pública, la Asociación de Estudios del Tercer Mundo, la Academia de Ciencias Políticas, Asociación para el Desarrollo Internacional, y la Asociación de Estudios Africanos. También ha presentado numerosos trabajos académicos en conferencias académicas / profesionales locales e internacionales. Él era mencionado entre quién es quién en Estados Unidos en el año 2000.
En 2009 se desempeñó como Asesor de Campo y también un miembro del Consejo Asesor Internacional de las becas médicas nacionales / programa de becas de medicina GE en Ghana.
De 2004 a 2008 se ha desempeñado como un líder de Seminario para los Fulbright-Hays Group Projects Abroad en Ghana.
En enero de 2009 fue nombrado miembro del Presidente Prof. John Evans Atta Mills 'Equipo de Transición Subcomité de Relaciones Internacionales.
Hasta 2009 fue analista político para varias estaciones de radio en Atlanta, Jamaica y Cuba.
Hasta 2009 fue profesor asociado, Director Adjunto y Coordinador de la Pista Internacional de la Salud en el Programa de Maestría en Salud Pública, Facultad de Medicina Morehouse, Atlanta, Georgia.
Del 27 de septiembre de 2009 a 2012 fue Alto Comisionado en Londres.

## Obra
- Es autor de la biografía política del Dr. Kofi Abrefa Busia (Ghana Universities Press, 1996), y también J. J. Rawlings y la transición democrática en Ghana, (de próxima aparición, Ghana Universities Press) tiene numerosas publicaciones académicas sobre temas de desarrollo de África, el liderazgo político africano, Asuntos Internacionales, Economía Política Internacional, la crisis de la deuda, la descentralización, el VIH / sida, las reformas del sector salud, etc. a su crédito.